# 莫氏瘤竹節蟲
莫氏瘤竹節蟲（学名：Orestes mouhoti）为異翅竹節蟲科瘤竹節蟲屬下的一个种。